# Паула-Кандиду
Паула-Кандиду (порт. Paula Cândido) — муниципалитет в Бразилии, входит в штат Минас-Жерайс. Составная часть мезорегиона Зона-да-Мата. Входит в экономико-статистический микрорегион Висоза. Население составляет 9585 человек на 2006 год. Занимает площадь 268,740 км². Плотность населения — 35,7 чел./км².
Праздник города — 1 января.

## История
Город основан 1 января 1954 года.

## Статистика
- Валовой внутренний продукт на 2003 год составляет 30 267 411,00 реалов (данные: Бразильский институт географии и статистики).
- Валовой внутренний продукт на душу населения на 2003 год составляет 3242,71 реалов (данные: Бразильский институт географии и статистики).
- Индекс развития человеческого потенциала на 2000 год составляет 0,699 (данные: Программа развития ООН).

## География
Климат местности: горный тропический.